# 철인 28호 (1963년 애니메이션)
철인 28호(일본어:  鉄人28号 테츠진 니쥬하치고우[*])는 요코야마 미쓰테루(横山光輝)의 만화작품 《철인 28호》를 원작으로 하는 최초의 애니메이션이다. 또한 이 작품에 등장하는 가공의 로봇 이름이며 이 작품의 주제가 곡목이기도 하다. 1963년 10월 20일부터 1966년 5월 25일까지 후지 TV 계열 네트워크에서 방송되었다. 실제로는 1963년 10월 20일부터 1965년 5월 27일까지 84화분을 방영하고 일단 종료한 뒤 3개월 후에 1965년 9월 1일부터 1966년 5월 25일까지 신작 13화분이 추가방송되어 총 97화로 완결되었다. 흑백 작품.

## 개요
일본 최초의 연속 TV 애니메이션 시리즈인 《우주소년 아톰》의 뒤를 이어서 같은 후지 TV를 통하여 1963년부터 방영된 흑백 TV 애니메이션 시리즈. 일본의 텔레비전 여명기부터 다양한 CF를 기획, 제작해 온 TCJ(일본 텔레비전 주식회사. 현재의 에이켄)가 애니메이션 제작을 맡았다. 과자 메이커인 에자키 글리코와 스폰서 계약을 맺은 광고대리점인 덴쓰의 의뢰로 제작이 개시되었다.
내용은 《쇼넨》에 연재 중이던 원작만화와 비교하면 다소 변경된 점이 있지만 제1화부터 제26화까지는 거의 원작 그대로 각색한 스토리가 그려졌으며, 제27화부터는 애니메이션 오리지널 스토리로 이행했다. 최고 시청률 31.2%를 기록했으며, 캐릭터 배지나 플라스틱 모델, 포노시트(이야기책에 부속된 레코드) 등 다양한 판권 상품이 발매되어, 《철인》 붐을 정점에 올려놓았다.
2004년에 전편을 수록한 총 4파트의 DVD박스가 《철인 28호 Classic Edition BOX》 (1)~(4)라는 타이틀로 킹레코드에서 발매되었다.

## 줄거리
최근 병으로 세상을 떠난 천재 과학자 가네다 박사의 아들 쇼타로는 아버지가 제2차 세계대전 중에 건조한 거대로봇과 조우한다. 그 로봇은 조종기가 누구의 손에 들어가느냐에 따라 정의의 수호자도 악의 부하가 될 수 있는 무적의 병사 철인 28호였다. 국제 범죄조직을 포함한 전 세계의 악당들이 로봇을 훔치려고 하지만, 쇼타로는 동료들의 응원을 받았고, 그는 로보트를 조종해 악당을 죽이겠다고 다짐한다.

## 스탭
- 원작: 요코야마 미쓰테루
- 감독: 오니시 기요시, 야마모토 이사오, 가와우치 이사오, 와타나베 요네히코 외
- 각본: 오카모토 긴조 외
- 음악: 미키 도리로, 고시베 노부요시, 아라시노 히데오
- 애니메이션 제작: TCJ (현 에이켄)
- 제작: TCJ 동화센터 (현 에이켄)
- 스폰서: 에자키 글리코, 글리코 유업

## 음악

### 주제가
여는 곡 1 “鉄人28号 테츠진 니쥬하치고우[*]” (철인 28호)
작사·작곡·편곡 - 미키 도리로
노래 - 듀크 에이세스
여는 곡 2 “鉄人28号の歌 테츠진 니쥬하치고우 노 우타[*]” (철인 28호의 노래)
작사·작곡·편곡 - 미키 도리로
노래 - 니시로쿠고 소년합창단
여는 곡 1과 같은 노래지만, 가수가 다르다.
닫는 곡 1“正太郎マーチ 쇼타로 마치[*]” (쇼타로 행진곡)
작곡·편곡 - 고시베 노부요시
가사가 없는 연주곡.
닫는 곡 2“進め正太郎 스스메 쇼타로[*]” (나아가라 쇼타로)
작사 - 이토 아키라, 작곡·편곡 - 고시베 노부요시
노래 - 니시로쿠고 소년합창단
닫는 곡 1에 가사를 붙인 버전.

### 삽입곡
삽입곡“ギャング団のうた 걍구단 노 우타[*]” (갱단의 노래)
작사 - 이토 아키라, 작곡·편곡 - 고시베 노부요시
노래 - 보컬 숍

## 성우진
- 가네다 쇼타로: 다카하시 가즈에
- 시키시마 박사: 야다 미노루
- 오쓰카 서장: 도미타 고세이
- 무라사메 겐지: 구노 시로
- 내레이션: 후지모토 유즈루, 시라이시 후유미

## 작품 목록
1. 탄생의 기록
2. PX단 괴멸
3. X-33호의 습격
4. 하늘을 나는 28호
5. 두 사람의 클로로포름
6. 위험에 빠진 쇼타로
7. 갱단 나타나다
8. 공룡의 습격
9. 니코폰스키의 흉계
10. 공룡의 역습
11. 니코폰스키의 최후
12. 괴물 가오리
13. 기암성을 공격하라
14. 인조인간 몬스터
15. 의문의 괴인
16. 괴인의 정체 후랑켄 박사
17. 강적 박카스
18. 철인 28호 수리완료
19. 박카스 격퇴
20. 후랑켄 박사의 비밀
21. 검은 옷의 괴인
22. 로봇 옥스
23. 로봇 부대 내습
24. 로봇 부대 격멸전
25. 드라그넷 박사의 야심
26. 로비의 최후
27. 하늘을 나는 원반
28. 고갱의 역습
29. 결전 화산섬
30. 미라클 마술단
31. 해저기지
32. 사막의 철인
33. 사막의 반란군
34. 사막의 결전
35. 공포의 미사일
36. 철새 구출
37. 의문의 흰개미 제브라곤의 내습
38. 흰개미 격멸작전
39. 스파이더의 도전
40. 스파이더의 역습
41. 스파이더의 최후
42. 빙원의 지하제국
43. 빙원의 결전
44. 해적 잠수함대
45. 해적 베론 삼형제
46. 해적 최후의 날
47. 괴로봇 갱콩
48. 녹색의 지옥
49. 우표의 비밀
50. 지중해의 결전
51. 투명인간 나타나다
52. 솔로몬국의 평화
53. 노스국의 음모
54. 왕거미 작전
55. 비밀병기 화염탄
56. 거대 곤충의 비밀
57. 괴도 아르센 쇼팡
58. 저주의 파이어버드
59. 파이어 박사의 최후
60. 의문의 폭주차
61. 전자벽 돌파작전
62. 히말라야 산맥의 비밀기지
63. 다이아몬드 기지 K36
64. 네오 파룸 폭탄
65. 도쿄 위기일발
66. 기괴한 하얀 연기
67. 괴멸 크라이시스단
68. 지하도 총공격
69. 격멸 해저기지
70. 와루간 등장 - 절벽 위의 대결
71. 와루간의 야심
72. 스피트닉
73. 거인 어택 3호
74. 비밀공장 폭파
75. 마의 꽃 포이조니아
76. 흑해의 수수께끼
77. 사슴가죽의 밀서
78. 시스카스 산중의 요새
79. 파나마 운하의 폭동
80. 반격 멕시칸 부대
81. 바꿔치기 작전
82. 강적 레드 애니멀
83. 빛나는 챔피언
84. 우주로봇 마그나 X
85. 격멸 마그나 X
86. 마그나 X 다시 나타나다
87. 괴멸 비밀수송기지
88. 로봇 저택의 괴인
89. 마그나 X의 최후
90. 크레인 로봇 출현
91. 게란 박사의 유언
92. 괴도 보르만의 습격
93. 크레인 로봇의 최후
94. 사라진 호화여객선
95. 로봇 보스 출현
96. 골드 울프의 최후

본방송 당시 제12화와 제13화 사이에 〈탄생편〉이 방송되었다. 이 에피소드는 제1화~제12화까지의 총집편에 신작 컷을 가미하여 신년특집으로 기획된 것이다. DVD에는 특별편으로서 디스크 3에 수록. 따라서 이 〈탄생편〉까지 포함하면 전 97화가 되지만, 재방송 이후는 이 에피소드가 방송되지 않았기 때문에, 자료에 따라서는 전 96화로 표기하는 경우도 있다.

## 극장판
- 《철인 28호 미라클 마술단 해저기지》

제30·31화를 극장 상영용으로 재편집한 버전. 1964년 7월 21일, 만화 대행진('도에이 만화 축제'의 전신에 해당하는 이벤트)에서 상영.

## 미국판
본 작품은 미국에 《자이갠토어(Gigantor)》라는 제목으로 수출되었다. 《우주소년 아톰》의 미국 더빙판 《아스트로 보이(Astro Boy)》의 제작에 관여했던 프로듀서 프레드 래드(Fred Ladd)가 더빙 작업을 지휘했는데, 원판의 전 97화 중에서 52화만이 더빙되었다. 이 더빙판은 1964년부터 1966년까지 뉴욕의 WPIX-TV에서 방영되었으며 이후 오스트레일리아와 뉴질랜드 등에서도 전파를 탔다.
방영 당시와 배경이 일치했던 원판과 달리 미국판에서는 서기 2000년의 근미래가 배경으로 설정되어 있으며, 캐릭터의 이름도 다음과 같이 바뀌었다.
- 가네다 쇼타로 → 지미 스파크스(Jimmy Sparks)
- 시키시마 박사 → 밥 브릴리언트 박사(Doctor Bob Brilliant)
- 오쓰카 서장 → 이그나츠 J. 블루퍼 경감(Inspector Ignatz J. Blooper)
- 무라사메 겐지 → 딕 스트롱(Dick Strong)

미국에서는 2009년에 E1 Entertainment가 2파트로 구성된 DVD박스를 《Gigantor: The Collection》이라는 제목으로 발매했다. 프레드 래드의 인터뷰 및 팬들을 위한 여러 가지 특전이 첨부되었다. 또한 오스트레일리아에서도 Madman Entertainment를 통하여 2010년에 같은 제목의 DVD박스가 발매되었다.
미국의 Antarctic Press에서는 2000년에 이 미국판을 기초로 한 코믹스를 발매하였는데, 총 12부로 완결되었으며 2005년에 단행본으로 편집되었다. 초반 6부는 《철인 28호》뿐만 아니라 《자이언트 로보》 OVA나 마블 코믹스를 연상케 하는 요소가 혼합된 일종의 패러디 작품으로 전개되었으나 후반 6부는 순수하게 흑백판 《철인 28호》의 일부 에피소드를 만화화하는 방식으로 제작되었다.

## 참고 문헌
- 이이키 유산(飯城勇三), 《‘철인 28호’ 대연구 - 리모콘의 꿈》, 고단샤, 2002년, 24~40쪽.
- 히카리 프로덕션(光プロダクション) 감수, 《철인 28호 론(論)》, 피아, 2005년, 12~13·84~88쪽.
- 《아니메 스튜디오》 Vol.1, 오조라슛판, 2004년, 6~7쪽.
- 《요코야마 미쓰테루 프리미엄 매거진 Vol.08 ‘철인 28호’》, 고단샤, 2009년, 16쪽.
- Fred Ladd & Harvey Deneroff, 《Astro Boy and Anime Come to the Americas: An Insiders View of the Birth of a Pop Culture Phenomenon》, McFarland & Company, 2008년.